# Historia de los niños en el Holocausto

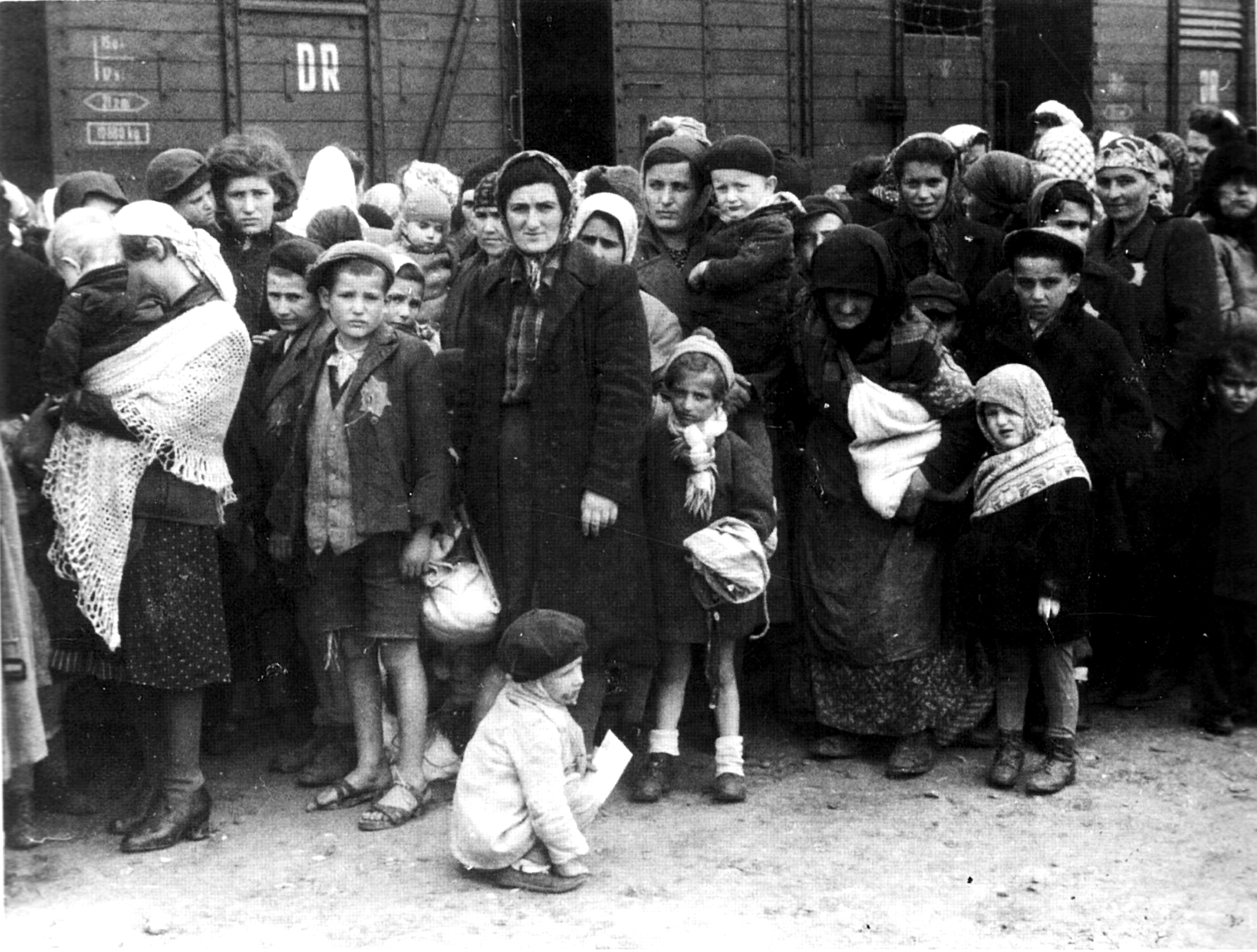
Grupo de judíos húngaros en su llegada al campo de exterminio de Auschwitz en el verano de 1944.

Los niños fueron especialmente vulnerables durante la época del  Holocausto. Los nazis propugnaron el infanticidio de los niños pertenecientes a grupos llamados "indeseables" o tachados de "peligrosos" de acuerdo a su ideología, ya fuera parte de su programa de "limpieza étnica" o como medida de seguridad preventiva. Los alemanes y sus aliados asesinaron a niños amparados en dichas razones ideológicas y como represalia para castigar supuestos ataques por parte de los miembros de la resistencia.

## Número de víctimas
Se estima que los alemanes y sus aliados asesinaron un total de un millón y medio de niños, entre los que se incluyen cerca de un millón de niños judíos y decenas de miles de niños de etnia gitana, niños alemanes con discapacidades físicas o psíquicas residentes en diversas instituciones, niños polacos y niños de las zonas ocupadas de la antigua Unión Soviética. Las posibilidades de supervivencia de los adolescentes (entre 13 y 18 años) judíos y otros no pertenecientes al pueblo judío eran mayores, ya que podían ser empleados como mano de obra.

## Causas de muerte
El destino de los niños judíos o no, se puede clasificar en las siguientes categorías:
1. Niños asesinados a su llegada a los campos de exterminio.
2. Niños asesinados inmediatamente después de nacer o en diversas instituciones.
3. Niños nacidos en guetos o campos de concentración que sobrevivieron gracias a que los prisioneros los escondían.
4. Niños, normalmente de más de 12 años, que eran empleados como mano de obra o sometidos a experimentos médicos.
5. Niños asesinados durante las operaciones militares con el fin de tomar represalias contra los rebeldes o contrarios al régimen.[3]

En los guetos, los niños judíos fallecían a causa de la hambruna y la hipotermia, así como la falta de refugio y ropa adecuada al frío clima del centro de Europa. Las autoridades alemanas mostraron total indiferencia frente al fallecimiento masivo de niños ya que se consideraba que la mayor parte de los niños más jóvenes de estos guetos eran improductivos y por consiguiente "bocas inútiles que alimentar". Dado que los niños eran, por lo general, demasiado pequeños para ser empleados como mano de obra, las autoridades alemanas los sometieron a un proceso de selección, junto con los ancianos, enfermos y discapacitados, y de este modo se convirtieron en los primeros deportados a los campos de exterminio o las primeras víctimas de los fusilamientos masivos en fosas comunes.
Durante el Holocausto también se asesinaron miles de niños pertenecientes a otros grupos perseguidos por las autoridades nazis. Entre ellos estaban los niños de etnia gitana que murieron en el campo de concentración de Auschwitz. Se calcula que murieron entre 5.000 y 7.000 niños como víctimas del "programa de eutanasia". Además de los niños asesinados en operaciones de represalias, entre los que se incluyen la mayor parte de los niños del pueblo checo de Lídice y los niños de los pueblos ocupados de la Unión Soviética que fueron asesinados junto a sus padres.

## Experimentos médicos y secuestros

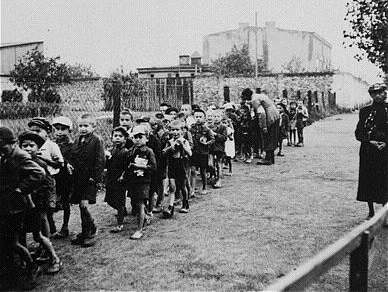
Gueto de Łódź. Niños reunidos para ser deportados al campo de exterminio de Chelmno.

Asimismo, las autoridades alemanas incineraron un gran número de niños en los campos de concentración y campos de tránsito. Los médicos y científicos de la SS emplearon niños, incluidos gemelos, de los campos de concentración para experimentos médicos que a menudo implicaban el fallecimiento de los niños. Los responsables de los campos de concentración empleaban a los adolescentes, en particular los de origen judío, como mano de obra en los campos de trabajo, donde muchos fallecían debido a las pésimas condiciones. Las autoridades alemanas retenían a otros niños en los campos de tránsito en unas condiciones deplorables, como fue el caso de Ana Frank y su hermana en el campo de Bergen-Belsen, así como niños huérfanos no judíos cuyos padres habían sido asesinados en operaciones contra los opositores del régimen. Algunos de estos niños huérfanos fueron retenidos de forma temporal en el campo de concentración de Lublin/Majdanek y otros campos similares.
En su "búsqueda para salvar la raza aria", los expertos en temas relacionados con la raza y la etnia de la SS ordenaron que se secuestrara y trasladara a centenares de niños de la Polonia y la Unión Soviética ocupadas para ser adoptados por familias alemanas aptas. Aunque la base de estas decisiones era "científico-racial", a menudo el simple hecho de tener el pelo rubio, los ojos azules o la piel clara eran rasgos suficientes para tener la "oportunidad" de convertirse en alemanes. Por otra parte, muchas mujeres polacas y soviéticas fueron deportadas a Alemania como mano de obra. Algunas de ellas mantuvieron relaciones sexuales con hombres alemanes, a menudo bajo coacción, y como resultado muchas se quedaban embarazadas. En estos casos, si los expertos en temas raciales determinaban que el niño no tenía la suficiente cantidad de sangre aria, eran obligadas a abortar o mantener a sus hijos en condiciones que garantizaran la muerte del bebé.

## Medios de subsistencia
A pesar de su gran vulnerabilidad, muchos niños encontraron métodos para sobrevivir. Algunos pasaban comida y medicinas a escondidas en los guetos. Los niños que formaban parte de movimientos juveniles participaron más adelante en actividades de resistencia clandestinas. Muchos niños escaparon con sus padres o parientes, y a veces en solitario, a campos de refugiados dirigidos por rebeldes judíos.
Entre 1938 y 1940, se produjo el Kindertransport (Transporte de niños), nombre informal que se le dio al traslado de miles de niños judíos (sin la compañía de sus padres) procedentes de la Alemania nazi y los territorios ocupados, al Reino Unido. Algunas personas, no pertenecientes al pueblo judío, escondieron niños judíos y a veces, como en el caso de Ana Frank, escondían también a otros miembros de la familia. En Francia, la mayor parte de la población protestante de Le Chambon-sur-Lignon así como muchos curas, monjas y laicos católicos, ayudaron a esconder niños judíos en la ciudad entre 1942 y 1944. En Italia y Bélgica muchos niños sobrevivieron escondidos.
Tras la derrota de la Alemania nazi, cuando la Segunda Guerra Mundial tocaba a su fin, muchos refugiados y desplazados comenzaron a buscar niños desaparecidos por toda Europa. Miles de niños huérfanos estaban en campos de desplazados. Muchos niños judíos que sobrevivieron al Holocausto huyeron a Europa del Este de camino a Yishuv, en lo que se conoce como Berihah, el éxodo de miles de judíos hacia el asentamiento judío de Yishuv en Palestina. Esto fue en parte posible gracias a la organización Youth Aliyah (Juventud inmigrante), que ayudó a miles de judíos a llegar a Yishuv, y más adelante al estado de Israel, tras su creación en 1948.

## Campo de concentración de Sisak
Durante la existencia del Estado Independiente de Croacia durante la Segunda Guerra Mundial, la Ustaša croata estableció numerosos campos de concentración como los de Jasenovac, Đakovo, y Jastrebarsko en los que murieron como presos muchos niños serbios, siendo el mayor porcentaje de víctimas y también en menor porcentaje niños judíos y romaníes. Entre ellos, estaba el campo de concentración de Sisak, que fue formado especialmente y solo para niños formando parte del complejo del campo de concentración de Jasenovac.